# Sergio Moruno
Sergio Alejandro Moruno Antezana (Santa Cruz de la Sierra; 8 de junio de 1993) es un futbolista boliviano que juega como centrocampista en el Club Aurora de la Primera División de Bolivia.

## Clubes
| Club            | País    | Año             |
| --------------- | ------- | --------------- |
| Aurora          | Bolivia | 2012 - 2015     |
| Nacional Potosí | Bolivia | 2015            |
| Aurora          | Bolivia | 2016 - presente |

## Palmarés

### Títulos nacionales
| Título             | Club   | País    | Año       |
| ------------------ | ------ | ------- | --------- |
| Copa Simón Bolívar | Aurora | Bolivia | 2016/2017 |